# العلاقات الإيرانية الكونغوية
العلاقات الإيرانية الكونغوية هي العلاقات الثنائية التي تجمع بين إيران وجمهورية الكونغو.

## مقارنة بين البلدين
هذه مقارنة عامة ومرجعية للدولتين:
| وجه المقارنة                                              | إيران                    | [[تصنيف:صفحات تستخدم رمز علم غير موجود\|]] جمهورية الكونغو |
| --------------------------------------------------------- | ------------------------ | ---------------------------------------------------------- |
| المساحة (كم2)                                             | 1.65 مليون               | 342.00 ألف                                                 |
| عدد السكان (نسمة)                                         | 79.97 مليون              | 5.26 مليون                                                 |
| الكثافة السكانية (ن./كم²)                                 | 48.47                    | 15.38                                                      |
| العاصمة                                                   | طهران                    | برازافيل                                                   |
| اللغة الرسمية                                             | لغة فارسية               | لغة فرنسية                                                 |
| العملة                                                    | ريال إيراني              | فرنك وسط أفريقي                                            |
| الناتج المحلي الإجمالي (بليون دولار)                      | 439.51 مليار             | 8.72 مليار                                                 |
| الناتج المحلي الإجمالي (تعادل القوة الشرائية) بليون دولار | 1.36 تريليون             | 29.48 مليار                                                |
| الناتج المحلي الإجمالي الاسمي للفرد دولار أمريكي          |                          | 1.85 ألف                                                   |
| الناتج المحلي الإجمالي للفرد دولار أمريكي                 |                          |                                                            |
| مؤشر التنمية البشرية                                      | 0.766                    | 0.591                                                      |
| رمز المكالمات الدولي                                      | +98                      | +242                                                       |
| رمز الإنترنت                                              | .ir،                     | .cg                                                        |
| المنطقة الزمنية                                           | ت ع م+03:30، توقيت إيران | ت ع م+01:00                                                |

## منظمات دولية مشتركة
يشترك البلدان في عضوية مجموعة من المنظمات الدولية، منها:
| علم المنظمة | اسم المنظمة                        | تاريخ انضمام إيران | تاريخ انضمام جمهورية الكونغو |
| ----------- | ---------------------------------- | ------------------ | ---------------------------- |
|             | البنك الدولي للإنشاء والتعمير      | 29 ديسمبر 1945     | 10 يوليو 1963                |
|             | يونسكو                             | 6 سبتمبر 1948      | 24 أكتوبر 1960               |
|             | وكالة ضمان الاستثمار متعدد الأطراف | 15 ديسمبر 2003     | 16 أكتوبر 1991               |
|             | منظمة الشرطة الجنائية الدولية      | ?                  | ?                            |
|             | مؤسسة التمويل الدولية              | 28 ديسمبر 1956     | 1 أكتوبر 1980                |
|             | الأمم المتحدة                      | 24 أكتوبر 1945     | 20 سبتمبر 1960               |
|             | مؤسسة التنمية الدولية              | 10 أكتوبر 1960     | 8 نوفمبر 1963                |
|             | الفريق المعني برصد الأرض           | ?                  | ?                            |
|             | منظمة حظر الأسلحة الكيميائية       | ?                  | ?                            |

## وصلات خارجية
- موقع وزارة الخارجية الإيرانية